# Natação no Campeonato Mundial de Esportes Aquáticos de 2022 - 200 m medley masculino
A prova dos 200 metros medley masculino da natação no Campeonato Mundial de Esportes Aquáticos de 2022 ocorreu nos dias 21 e 22 de junho, em Budapeste, na Hungria.

## Recordes
Antes desta competição, os recordes mundiais e do campeonato nesta prova eram os seguintes:
| Tipo                  | Atleta      | Tempo     | Local  | Data                |
| --------------------- | ----------- | --------- | ------ | ------------------- |
|                       | Ryan Lochte | 1m 54s 00 | Xangai | 28 de julho de 2011 |
| Recorde do campeonato | Ryan Lochte | 1m 54s 00 | Xangai | 28 de julho de 2011 |

## Medalhistas
| Ouro                | Prata               | Bronze           |
| Léon Marchand (FRA) | Carson Foster (USA) | Daiya Seto (JPN) |

## Cronograma
Todos os horários são locais (UTC+2). 
| Data        | Hora  | Evento        |
| ----------- | ----- | ------------- |
| 21 de junho | 09:40 | Eliminatórias |
| 21 de junho | 19:39 | Semifinal     |
| 22 de junho | 19:06 | Final         |

## Resultados

### Eliminatórias
Esses foram os resultados das eliminatórias. A prova foi realizada no dia 21 de junho com início às 09:40.
| Pos. | Bateria | Raia | Nadador                 | Nacionalidade  | Tempo   | Notas |
| ---- | ------- | ---- | ----------------------- | -------------- | ------- | ----- |
| 1    | 3       | 5    | Carson Foster           | Estados Unidos | 1:57.94 | Q     |
| 2    | 3       | 4    | Chase Kalisz            | Estados Unidos | 1:58.25 | Q     |
| 3    | 4       | 4    | Jérémy Desplanches      | Suíça          | 1:58.29 | Q     |
| 3    | 5       | 5    | Daiya Seto              | Japão          | 1:58.29 | Q     |
| 5    | 3       | 7    | Ron Polonsky            | Israel         | 1:58.31 | Q     |
| 6    | 4       | 3    | Hubert Kós              | Hungria        | 1:58.47 | Q     |
| 7    | 5       | 2    | Matthew Sates           | África do Sul  | 1:58.61 | Q     |
| 8    | 3       | 3    | Alberto Razzetti        | Itália         | 1:58.70 | Q     |
| 8    | 5       | 3    | Léon Marchand           | França         | 1:58.70 | Q     |
| 10   | 4       | 6    | Lewis Clareburt         | Nova Zelândia  | 1:58.76 | Q     |
| 11   | 4       | 1    | Gal Cohen Groumi        | Israel         | 1:59.34 | Q     |
| 12   | 3       | 1    | Se-Bom Lee              | Austrália      | 1:59.37 | Q     |
| 13   | 5       | 1    | Dominik Török           | Hungria        | 1:59.41 | Q     |
| 14   | 5       | 6    | Tom Dean                | Reino Unido    | 1:59.44 | Q     |
| 15   | 5       | 4    | Wang Shun               | China          | 1:59.51 | Q     |
| 16   | 4       | 5    | Hugo González           | Espanha        | 1:59.53 | Q     |
| 17   | 3       | 6    | Finlay Knox             | Canadá         | 1:59.60 |       |
| 18   | 5       | 7    | Qin Haiyang             | China          | 1:59.68 |       |
| 19   | 3       | 8    | Enzo Tesic              | França         | 1:59.71 |       |
| 20   | 3       | 0    | Kim Min-suk             | Coreia do Sul  | 2:00.88 |       |
| 21   | 3       | 9    | Kaloyan Bratanov        | Bulgária       | 2:01.22 |       |
| 22   | 3       | 2    | Brendon Smith           | Austrália      | 2:01.32 |       |
| 23   | 4       | 7    | Vinicius Lanza          | Brasil         | 2:01.84 |       |
| 24   | 5       | 9    | Vadym Naumenko          | Ucrânia        | 2:02.00 |       |
| 25   | 4       | 8    | Wang Hsing-hao          | Taipé Chinesa  | 2:02.27 |       |
| 26   | 2       | 3    | Maximillian Ang         | Singapura      | 2:02.94 |       |
| 27   | 4       | 9    | Trần Hưng Nguyên        | Vietname       | 2:03.62 |       |
| 28   | 2       | 4    | Patrick Groters         | Aruba          | 2:04.58 |       |
| 29   | 2       | 7    | Munzer Kabbara          | Líbano         | 2:04.66 |       |
| 30   | 2       | 1    | Matheo Mateos           | Paraguai       | 2:04.73 |       |
| 31   | 2       | 8    | František Jablčník      | Eslováquia     | 2:05.06 |       |
| 32   | 2       | 9    | Santiago Corredores     | Colômbia       | 2:05.87 |       |
| 33   | 4       | 0    | Apostolos Papastamos    | Grécia         | 2:06.14 |       |
| 34   | 2       | 6    | Tyler Christianson      | Panamá         | 2:06.47 |       |
| 35   | 2       | 0    | Aflah Fadlan Prawira    | Indonésia      | 2:07.23 |       |
| 36   | 2       | 5    | Keanan Dols             | Jamaica        | 2:08.24 |       |
| 37   | 1       | 5    | Brandon Schuster        | Samoa          | 2:08.95 |       |
| 38   | 1       | 3    | Simon Bachmann          | Seicheles      | 2:09.75 |       |
| 39   | 1       | 1    | Omar Abouelela          | Catar          | 2:11.07 |       |
| 40   | 2       | 2    | Dulyawat Kaewsriyong    | Tailândia      | 2:13.78 |       |
| 41   | 1       | 2    | Adnan Al-Abdallat       | Jordânia       | 2:14.31 |       |
| 42   | 1       | 7    | Nasir Hussain           | Nepal          | 2:20.43 |       |
| 43   | 1       | 6    | Kinley Lhendup          | Butão          | 2:29.72 |       |
| 44   | 1       | 4    | Esteban Núñez del Prado | Bolívia        | DSQ     | DSQ   |
| 44   | 4       | 2    | Caio Pumputis           | Brasil         | DSQ     | DSQ   |
| 44   | 5       | 0    | José Martínez Gómez     | México         | DNS     | DNS   |
| 44   | 5       | 8    | Bernhard Reitshammer    | Áustria        | DNS     | DNS   |

### Semifinal
Esses foram os resultados das semifinais. A prova foi realizada no dia 21 de junho com início às 19:39.
| Pos. | Bateria | Raia | Nadador            | Nacionalidade  | Tempo   | Notas            |
| ---- | ------- | ---- | ------------------ | -------------- | ------- | ---------------- |
| 1    | 2       | 2    | Léon Marchand      | França         | 1:55.75 | Q,               |
| 2    | 2       | 4    | Carson Foster      | Estados Unidos | 1:56.44 | Q                |
| 3    | 1       | 5    | Daiya Seto         | Japão          | 1:56.74 | Q                |
| 4    | 1       | 4    | Chase Kalisz       | Estados Unidos | 1:56.76 | Q                |
| 5    | 1       | 3    | Hubert Kós         | Hungria        | 1:57.23 | Q                |
| 6    | 1       | 1    | Tom Dean           | Reino Unido    | 1:57.38 | Q                |
| 7    | 1       | 2    | Lewis Clareburt    | Nova Zelândia  | 1:57.63 | Q                |
| 8    | 2       | 6    | Matthew Sates      | África do Sul  | 1:57.74 | Q                |
| 9    | 2       | 3    | Ron Polonsky       | Israel         | 1:57.99 | Recorde nacional |
| 10   | 1       | 6    | Alberto Razzetti   | Itália         | 1:58.02 |                  |
| 11   | 2       | 5    | Jérémy Desplanches | Suíça          | 1:58.31 |                  |
| 12   | 1       | 8    | Hugo González      | Espanha        | 1:58.41 |                  |
| 13   | 2       | 7    | Gal Cohen Groumi   | Israel         | 1:59.67 |                  |
| 14   | 1       | 7    | Se-Bom Lee         | Austrália      | 2:00.11 |                  |
| 15   | 2       | 8    | Wang Shun          | China          | 2:00.71 |                  |
| 16   | 2       | 1    | Dominik Török      | Hungria        | 2:01.35 |                  |

### Final
A final foi realizada em 22 de junho às 19:06.
| Pos.              | Raia | Nadador         | Nacionalidade  | Tempo   | Notas            |
| ----------------- | ---- | --------------- | -------------- | ------- | ---------------- |
| Medalha de ouro   | 4    | Léon Marchand   | França         | 1:55.22 | Recorde nacional |
| Medalha de prata  | 5    | Carson Foster   | Estados Unidos | 1:55.71 |                  |
| Medalha de bronze | 3    | Daiya Seto      | Japão          | 1:56.22 |                  |
| 4                 | 6    | Chase Kalisz    | Estados Unidos | 1:56.43 |                  |
| 5                 | 7    | Tom Dean        | Reino Unido    | 1:56.77 |                  |
| 6                 | 2    | Hubert Kós      | Hungria        | 1:57.26 |                  |
| 7                 | 1    | Lewis Clareburt | Nova Zelândia  | 1:58.11 |                  |
| 8                 | 8    | Matthew Sates   | África do Sul  | 1:58.27 |                  |

Legenda
| Recorde mundial       | Recorde mundial (World record)               |                       | Recorde africano                      | Recorde africano (African) |                                           | Q | Classificado por posição (Qualified) |
| Recorde do campeonato | Recorde do campeonato (Championship record)  | Recorde da América    | Recorde da América (Americas)         | q                          | Classificado por melhor tempo (Qualified) |   |                                      |
| Melhor marca do ano   | Melhor marca do ano (World leading)          | Recorde asiático      | Recorde asiático (Asian)              | DNS                        | Não largou (Did not start)                |   |                                      |
| Recorde nacional      | Recorde nacional (National record)           | Recorde europeu       | Recorde europeu (European)            | DNF                        | Não terminou (Did not finish)             |   |                                      |
| Recorde pessoal       | Recorde pessoal do atleta (Personal best)    | Recorde da Oceania    | Recorde da Oceania (Oceania)          | DSQ / DQ                   | Desclassificado (Disqualified)            |   |                                      |
| Recorde da temporada  | Recorde da temporada do atleta (Season best) | Recorde sul-americano | Recorde sul-americano (South America) | NM                         | Sem marca (No mark)                       |   |                                      |